# 尤希米夫齊
49°29′59″N 26°37′52″E / 49.49972°N 26.63111°E
尤希米夫齊（羅馬化：Yukhymivtsi）是位於烏克蘭西部赫梅利尼茨基州赫梅利尼茨基區納爾凱維奇市鎮的村莊。該村始建於十七世紀，面積1.5平方公里，海拔高度296米，2021年人口877，人口密度每平方公里696人。